# وینگیت، کانتی دورام
وینگیت (به انگلیسی: Wingate) یک روستا و محله مدنی در بریتانیا است که در کانتی دورام واقع شده‌است. وینگیت ۴٬۱۶۸ نفر جمعیت دارد.